# Клепало (гуцули)
Кле́пало — гуцульський народний музичний інструмент, ударний ідіофон, один з найдавніших слов'янських музичних інструментів. Місцевий різновид била.
Складається з широкої дерев'яної (бажано букової або соснової) дошки довжиною 2-3 м, що прикріплена кінцями до великих балок. Звуковилучення відбувається ударами фігурного або циліндричного калатала на ручці, що носить назву клеве́ць.
У наші дні монтується на дзвіницях і використовується в церквах Галицької та Закарпатської Гуцульщини разом із дзвонами.